# フィリップ (シュレースヴィヒ＝ホルシュタイン＝ゾンダーブルク＝グリュックスブルク公)
フィリップ・フォン・シュレースヴィヒ＝ホルシュタイン＝ゾンダーブルク＝グリュックスブルク（ドイツ語: Philipp von Schleswig-Holstein-Sonderburg-Glücksburg、1584年3月15日 - 1663年9月27日）は、シュレースヴィヒ＝ホルシュタイン＝ゾンダーブルク＝グリュックスブルク家（1622年創設）の初代公爵（在位：1622年 - 1663年）。デンマーク語名はフィリプ・ア・スレースヴィ・ホルステン＝スナボー＝グリュクスボー（Philip af Slesvig-Holsten-Sønderborg-Glücksborg）。

## 生涯
シュレースヴィヒ＝ホルシュタイン＝ゾンダーブルク家の始祖ハンス若公と、その最初の妻のブラウンシュヴァイク＝グルベンハーゲン公女エリーザベトの間に七男として生まれる。1622年の父の死に伴い兄弟間でその遺領を分割したが、最初の妃の産んだ男兄弟の中で末子であったフィリップの相続分には、最も狭小な所領だが1582年に建設されたばかりだったグリュックスブルク城荘園が割り当てられた。フィリップは大変な努力を払って所領の農業生産量を増やし、所領をほぼ倍加させることに成功した。また政治的に重要な立場に立つことはなかったものの、娘たちを次々にドイツの有力な諸侯に縁付かせることに成功した。

## 子女
1624年5月23日、ザクセン＝ラウエンブルク公女ゾフィー・ヘートヴィヒ（フランツ2世の五女）と結婚し、間に5男9女を儲けた。
- ヨハン（1625年 - 1640年）
- フランツ（1626年 - 1651年）
- クリスティアン（1627年 - 1698年） - グリュックスブルク公
- マリア・エリーザベト（ドイツ語版）（1628年 - 1664年） - ゲオルク・アルブレヒト・フォン・ブランデンブルク＝クルムバッハと結婚
- カール・アルブレヒト（1629年 - 1631年）
- ゾフィー・ヘートヴィヒ（1630年 - 1652年） - ザクセン＝ツァイツ公モーリッツと結婚
- アドルフ（1631年 - 1658年）
- アウグステ（英語版）（1633年 - 1701年）  - 従兄のアウグステンブルク公エルンスト・ギュンターと結婚
- クリスティアーナ（1634年 - 1701年） - ザクセン＝メルゼブルク公クリスティアン1世（英語版）と結婚
- ドロテア・ゾフィー（1636年 - 1691年） - リューネブルク侯クリスティアン・ルートヴィヒと結婚、ブランデンブルク選帝侯フリードリヒ・ヴィルヘルムと再婚
- マグダレーネ（1639年 - 1640年）
- ヘートヴィヒ（1640年 - 1671年）
- アンネ・ザビーネ（1641年 - 1642年）
- アンネ（1643年 - 1644年）